# Aspilota ahrburgensis
Aspilota ahrburgensis är en stekelart som beskrevs av Fischer 1975. Aspilota ahrburgensis ingår i släktet Aspilota och familjen bracksteklar. Inga underarter finns listade.